# Fernando Sánchez Campos
Fernando Felipe Sánchez Campos (San José, Costa Rica, 13 de janeiro de 1974). Ele é um político.
Em junho de 2010, Sanchez Campos se envolveu em uma polêmica relacionada à visita do ator norte-americano Steven Seagal à Costa Rica. Segundo Sanchez Campos, ele apresentou Seagal às altas autoridades da Costa Rica durante a visita do ator. A reunião entre Seagal e os ministros da Costa Rica recebeu críticas da mídia local devido a questões legais em andamento relativas às alegações de assédio sexual contra Seagal. Seagal reuniu-se com José María Tijerino, então ministro da segurança (polícia), bem como com Jorge Rojas, diretor do Organismo de Investigación Judicial (OIJ), e manifestou a sua vontade de colaborar numa proposta de combate ao crime na Costa Rica. Além disso, manteve uma reunião com René Castro, ministro das Relações Exteriores da Costa Rica, para discutir esses assuntos. Seagal afirmou servir como vice-chefe reserva do Gabinete do Xerife em Jefferson Parish, Louisiana, e seu trabalho lá foi apresentado em um reality show em 2009. Os críticos argumentam que a posição de Seagal como vice-chefe é puramente honorária, embora seu programa sugira envolvimento ativo. Eles também ressaltam que Seagal afirma ter frequentado uma academia de polícia em Los Angeles e possuir um certificado da Peace Officer Standards & Training (POST), organização que credencia policiais. No entanto, relatos da mídia indicaram que os funcionários do POST na Califórnia e na Louisiana não têm registro de certificação de Seagal.